# قطعنامه ۱۸۹۸ شورای امنیت
قطعنامه  ۱۸۹۸ شورای امنیت سازمان ملل متحد که در تاریخ ۱۴ دسامبر ۲۰۰۹ تصویب شد، سندی بین‌المللی دربارهٔ بررسی وضعیت در قبرس است. این قطعنامه طی نشست ۶۲۳۹ام با ۱۴ رای موافق، ۱ مخالف و ۰ ممتنع تصویب شد.